# Urs Peter Keller
Urs Peter Keller (* 19. Juli 1945 in Solothurn) ist ein Schweizer Künstlermanager und Musikproduzent.
Keller absolvierte seine kaufmännische Ausbildung bei einer Versicherung. Als Hobbymusiker spielte er Schlagzeug bei der Mr. Pflugers Jazz-Band. Durch die Musik kam er mit Hazy Osterwald in Kontakt. 1968 übersiedelte er nach Zürich und wurde als Künstleragent bei Hazy Osterwalds Künstleragentur Viston AG für die Vermittlung internationaler Künstler verpflichtet. Nebenberuflich spielte er bei der Showgruppe Comedian Harmonics (Rose d’Or Montreux). 1973 übernahm er die Geschäftsführung der VIP AG Productions und betreute in seiner Funktion als Manager die Autorin und Interpretin Nella Martinetti, das Showorchester Dorados, den Komiker Alfredo, den Xylophon-Viruosen Ralph Heid, den Violinisten Egon Egemann und andere. 1986 betreute er zusammen mit dem Komponisten Atilla Şereftuğ die Sängerin Daniela Simmons, die am Eurovision Song Contest 1986 in Bergen mit dem Beitrag Pas Pour Moi (Text: Nella Martinetti) den 2. Platz erzielte. 1988 erreichte er als Produzent und Verleger mit dem von Atilla Sereftug und Nella Martinetti geschriebenen Song Ne partez pas sans moi, interpretiert von Céline Dion, am Eurovision Song Contest in Dublin für die Schweiz den 1. Platz.
1995 übernahm Urs Peter Keller bei Freddy Burger Management das Mandat zur Geschäftsführung von P. Lienhard & Co.; das Büro des Pepe Lienhard Orchester. An der Zürcher Hochschule Winterthur absolvierte er 1999–2001 das Studium als „Executive Master Of Advanced Studies“ (Cultural Management). Von 2004 bis 2007 leitete er zusätzlich die zur FBM-Gruppe gehörende Event Schweiz AG.